# Ctenosaura pectinata
Ctenosaura pectinata és una espècie de sauròpsid (rèptil) escatós de la família Iguanidae que habita l'oest mexicà, des d'Oaxaca fins a Sinaloa. Als Estats Units s'ha introduït a Texas i Florida.